# 朱载垕
齊東安和王朱載垕（？—？），明朝衡藩第二代齊東王，齊東溫惠王朱厚炳庶長子。朱载垕为衡王朱祐楎孙，祖母为诸氏。

## 生平
朱载垕早年被封为鎮國將軍。嘉靖三十八年三月二十四日（1559年5月1日）封齊東王長子，嘉靖四十一年十月二十五日（1562年11月21日），襲封齊東王。死後諡“安和”。有夫人趙氏，嫡長子朱翊𨰎，萬曆三年四月十六日襲封（1575年5月25日）。